# فدافن
فدافن هي قرية في مقاطعة كاشمر، إيران. عدد سكان هذه القرية هو 3,731 في سنة 2006.